# Піпі I
Піпі I (*д/н — 1027 до н. е.) — давньоєгипетський діяч XXI династія, верховний жрець Птаха у Мемфісі за володарювання фараона Псусеннеса I.

## Життєпис
Походив зі жрецького роду Птахемхата IV. Син Ашахета I, верховного жерця Птаха. Про нього відомо замало. Близько 1047 року до н. е. стає верховним жерцем Птаха, продовживши традицію передачі цієї посади в родині. Це збіглося зі сходженням на трон Псусеннеса I. Піпі I сприяв збереженню впливу знаті Нижнього Єгипту та мемфіського жрецтва. Проте вимушений був протистояти фіванському жрецтву, представником якого став новий фараон.
Помер близько 1027 року до н. е. Йому спадкував старший син Харсієс I.